# 希腊教育
希腊基本教育体系分为3级，即初等教育、中等教育、高级教育。

## 初等教育
初等教育分为2个阶段，学前教育与初等教育。希腊幼儿园学习时间一般为1年至2年。小学学习时间为6年。

## 中等教育
中等教育分为初中跟高中。高级中学分为综合中学和职业技术学校。

## 高等教育
希腊主要大学有雅典大学、克里特大学、塞萨洛尼基亚里士多德大学、佩特雷大学等。